# امامزاده احمد و محمد طارس
امامزاده احمد و محمد طارس مربوط به سدهٔ ۸ ه.ق است و در شهرستان فیروزکوه، روستای طارس واقع شده و این اثر در تاریخ ۲۰ آذر ۱۳۷۹ با شمارهٔ ثبت ۲۹۳۵ به‌عنوان یکی از آثار ملی ایران به ثبت رسیده است.